# Diphya limbata
Diphya limbata is een spinnensoort in de taxonomische indeling van de strekspinnen.
Het dier behoort tot het geslacht Diphya. De wetenschappelijke naam van de soort werd voor het eerst geldig gepubliceerd in 1896 door Eugène Simon.